# Azeta
Azeta là một chi bướm đêm thuộc họ Erebidae.

## Các loài
- Azeta repugnalis (Hübner, 1825)
- Azeta schausi Barnes & Benjamin, 1924
- Azeta versicolor Fabricius, 1794